# Jean de Capistran
Pour les articles homonymes, voir Saint Jean et Jean.
Jean de Capistran (Capestrano, 24 juin 1386 - Ilok, 23 octobre 1456) est un prédicateur franciscain observant reconnu saint par l'Église catholique. En 1984, Jean-Paul II le proclame patron des aumôniers militaires.

## Biographie

### Enfance et études
Son père vint en Italie comme membre de la cour du roi Louis Ier de Naples dont il reçut la Seigneurie de Capistran. Jean de Capistran est né le 24 juin 1386 dans le royaume de Naples, plus précisément à Capestrano (en français, Capistran), ville de la province de l'Aquila, dans la région des Abruzzes sous le règne du roi Ladislas Ier. L'Église est alors confrontée au grand schisme d'Occident, la France et l'Angleterre, à la guerre de Cent Ans. Promis à un avenir brillant, Jean de Capistran étudia à l’université de Pérouse et se maria quelque temps. Ses hagiographes prétendent qu'il ne consomma pas son mariage.
Son premier objectif était d’être juriste, ce qu’il devint en 1412 à 26 ans, grâce à son maître Baldus de Ubaldis. Il enseigna dans la même université de Pérouse, dont il était gouverneur, obéissant au roi Ladislas Ier de Naples. Cependant la ville fut l’objet de lutte de pouvoir entre les Rimini et l'armée de Sigismond Malatesta. Jean partit au combat mais fut fait prisonnier et réfléchit sur la vie. Il arriva à la conclusion que l’argent et les succès mondains n’était pas essentiels. Libéré, il apprit la mort de sa jeune épouse et décida de consacrer sa vie à rechercher la sainteté en entrant dans l’ordre des Franciscains en 1416. L’année suivante, il fut ordonné prêtre, et devint vicaire général, son maître fut Saint Bernardin de Sienne.

### Prédications en Europe
Il commença alors à prêcher l'Évangile en Europe, au début en Allemagne, (où il prêcha des croisades contre les hussites, où il convertit plus de quatre mille personnes), puis en Autriche, en Hongrie et en Pologne. Enseignant dans les places publiques, où de nombreuses personnes venaient l’écouter, il eut très vite le surnom du « saint prédicateur », où il lutta contre la sorcellerie. Ses prêches duraient entre deux et trois heures. Son style de vie était de dormir et de manger peu, et d’être charitable avec les autres. Il souffrait d’arthrite. Une grande partie de ses sermons ont été conservés.
En plus de son ministère de prêche, il servit de conseiller personnel et envoyé (ambassadeur) des papes Martin V, Eugène IV et Nicolas V et Calixte III, étant réputé pour sa prudence dans ses décisions diplomatiques. Il fut ainsi envoyé dans les villes de Milan et de Bologne. Il fut aussi inquisiteur plusieurs fois, condamnant la hiérarchie. À Breslau, il réclama l’expulsion des juifs. En Italie, Jean de Capistran, marqué par l'héritage de l'anti-judaïsme dans l'église, soulevait les chrétiens contre les Juifs ; il poursuivit son œuvre en Allemagne et en Pologne.

### Croisade contre les Turcs

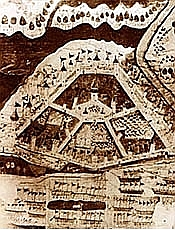
Belgrade en 1456 d'après une image d'un manuscrit turc du XVe siècle.

Après la conquête de Constantinople en 1453 par les Turcs, Mehmed II prépara l’invasion de la Hongrie, et arriva avec une armée de cent mille hommes pour envahir la Serbie en 1455. 
Le pape Calixte III prêcha la croisade à Francfort en 1454, afin de défendre la Chrétienté contre l’invasion des ottomans. Jean de Capistran y répondit et entreprit de recruter des chrétiens en Hongrie. Il réunit près de trente-cinq mille hommes, en majorité des paysans, artisans et étudiants qui s'ajoutèrent aux quinze mille mercenaires du commandant hongrois Jean Hunyadi. 

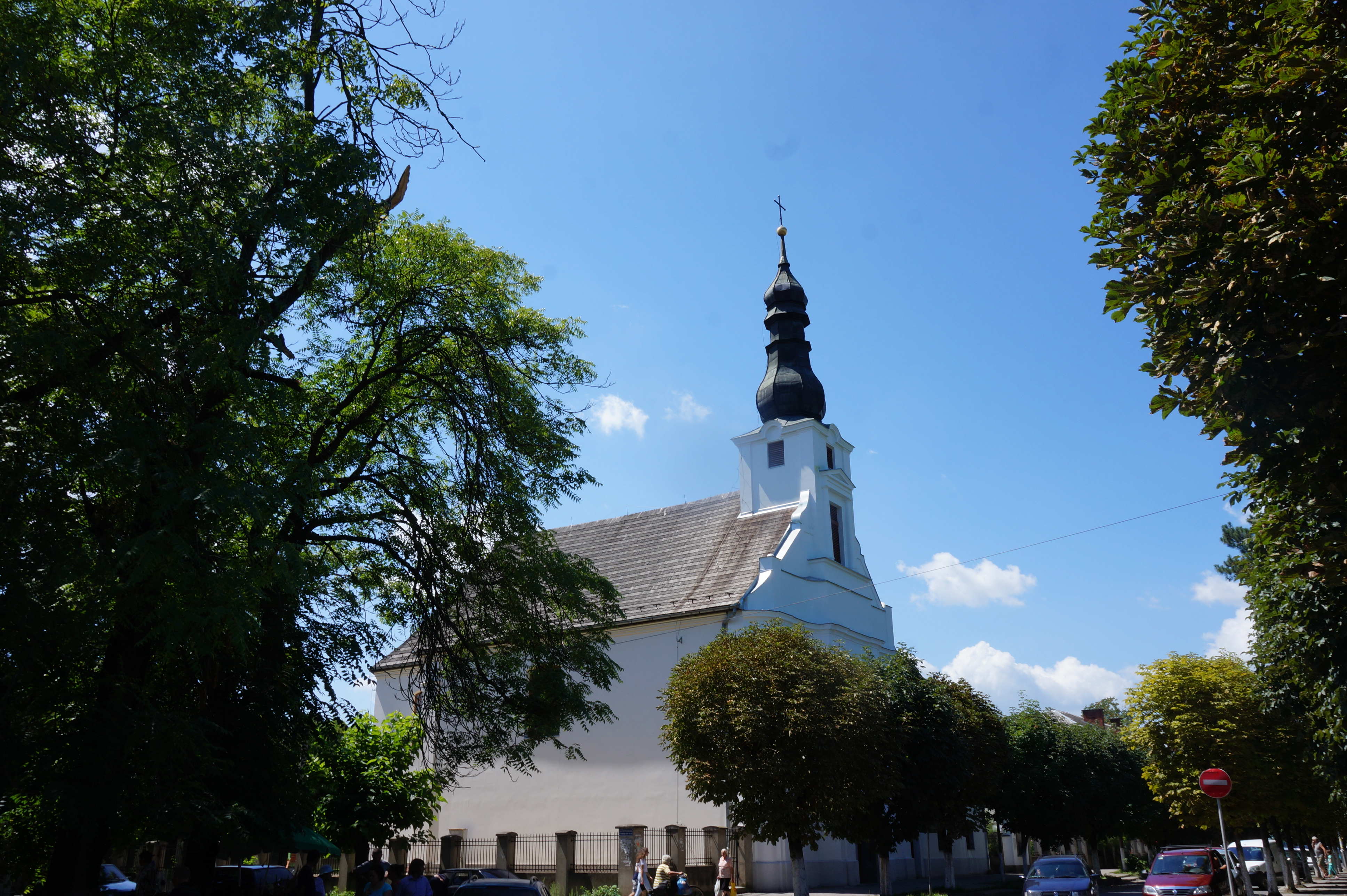
L'église qui lui dédiée au monastère Franciscain Vynohradiv.

Les armées ottomanes et chrétiennes se rencontrèrent à Belgrade en juillet 1456, alors que la ville était en partie détruite par les canons turcs. Jean de Capistran exhorta à la délivrance de la ville avec un drapeau orné d’une croix et aux cris « Jésus, Jésus, Jésus ». Son charisme lui permit de contribuer à la défaite des Turcs. Les représentants de l’armée chrétienne dirent de lui que « ce père a plus d’autorité sur les soldats, que leurs chefs d’État ». 
Comme souvent, la guerre provoqua une épidémie de peste. Jean de Capistran, âgé de 70 ans,  retiré en Croatie, contracta la maladie et mourut le 23 octobre 1456. Il fut canonisé en 1690 et proclamé Saint Patron des aumôniers militaires en 1984.

### Écrits

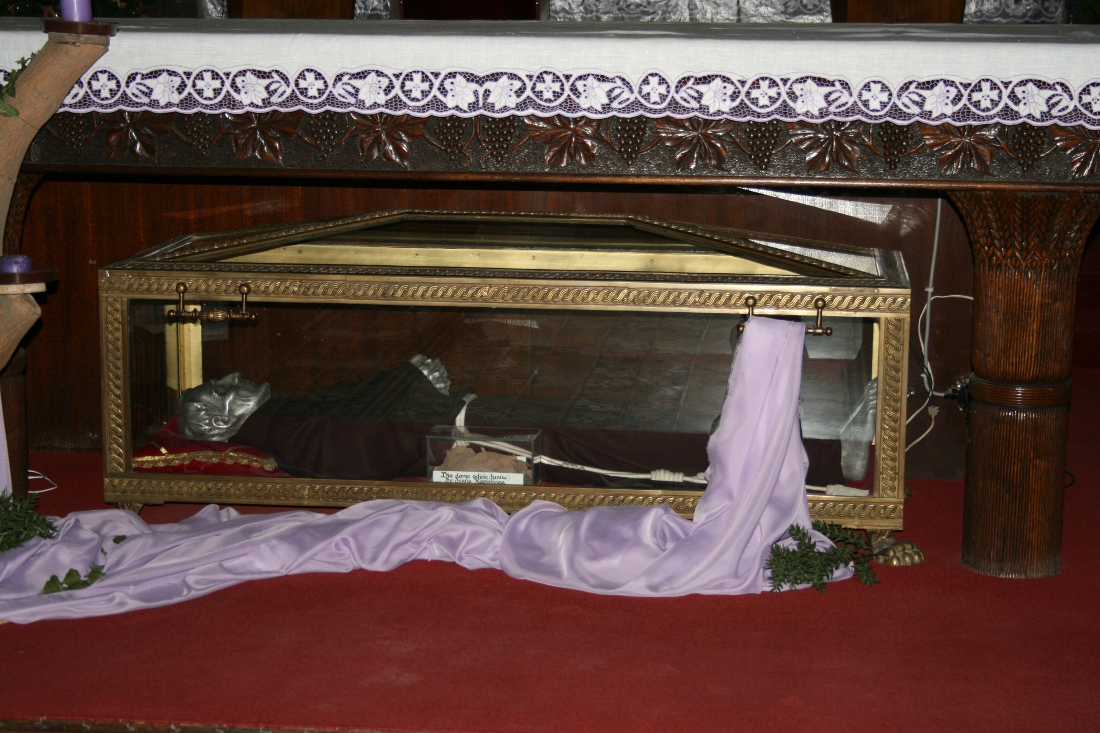
Châsse de saint Jean de Capistran, église d'Ilok, Croatie.

- On a de lui un grand nombre d'écrits théologiques, entre autres, De Papae et concilii sive Ecclesiae auctoritate, Venise, 1580, ouvrage dirigé contre le concile de Bâle.
- (la) Édition en 18 vol. de ses œuvres par 'reprint' des Manuscrits (1984) : Opera omnia santi Ioannis a Capistrano. Riproduzione in fac-simile della "Collectio Aracoelitana" redatta a raccolta da P. Antonio Sessa da Palermo (1700) (en écriture cursive).
- (it) Giovanni da Capestrano dalla storia della Chiesa alla storia d’Europa. Studi in occasione delle celebrazioni nel VI centenario della nascita di S. Giovanni da Capestrano, francescano e europeo di sei secoli fa (Bologna, 1986) [cf. AFH 80 (1987).